# Кота (княжество)
Княжество Кота, также известное как Княжество Котах — туземное княжество в Индии, с центром в городе Кота, ныне расположенном в штате Раджастхан Индии. Существовало с 1579 по 1949 год. Кота когда-то был частью бывшего княжества Бунди. В XVII веке Кота стало отдельным государством.
Княжество принадлежала Агентству Кота-Джхалавар, штаб-квартира которого находилась в Коте, которое являлось подразделением Агентства Раджпутана.

## История

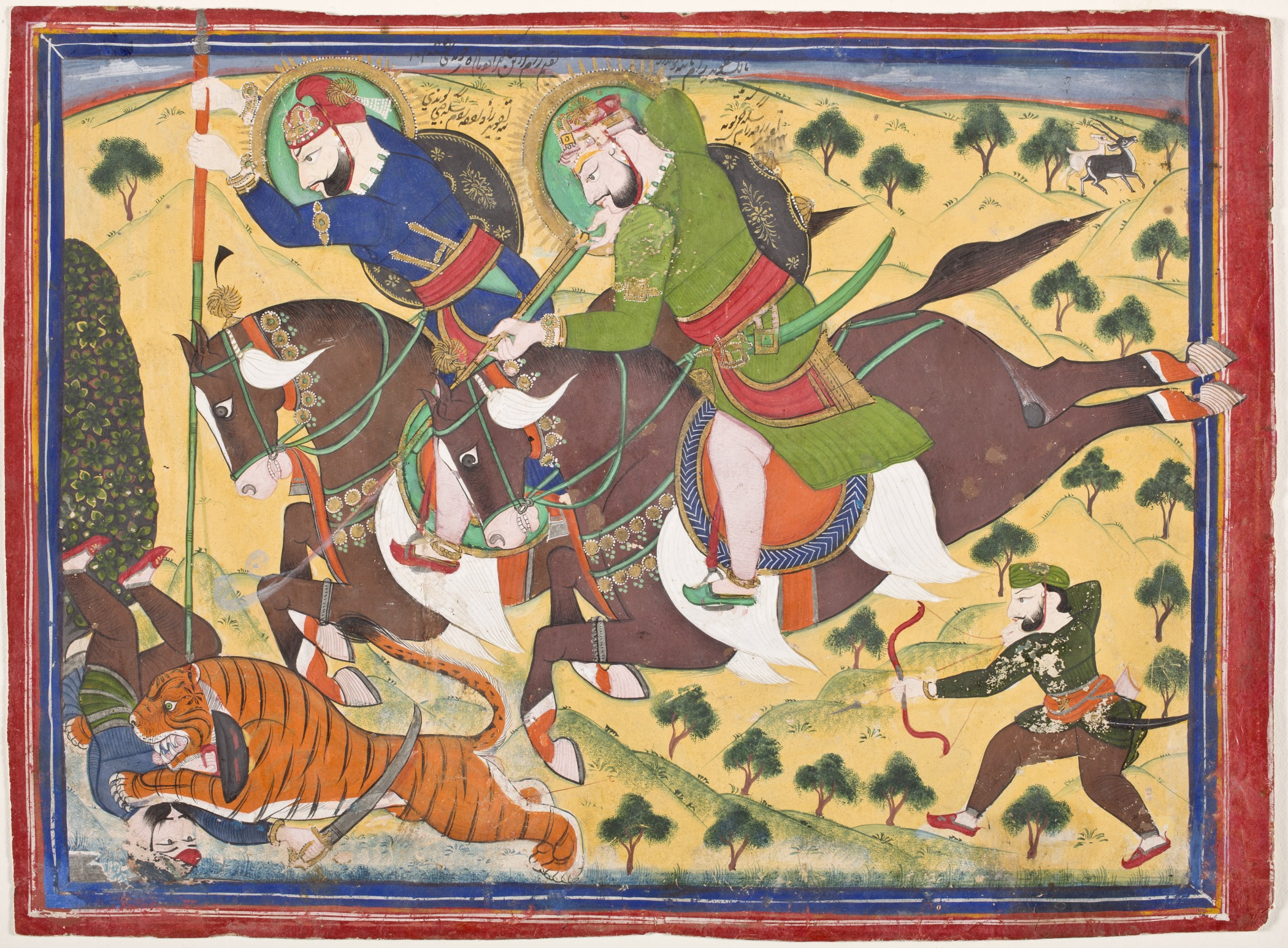
Махарао Рам Сингх II из княжества Кота (правил в 1828—1866 годах) охота с Махарао Рам Сингхом из княжества Бунди (правил в 1828—1866 годах)

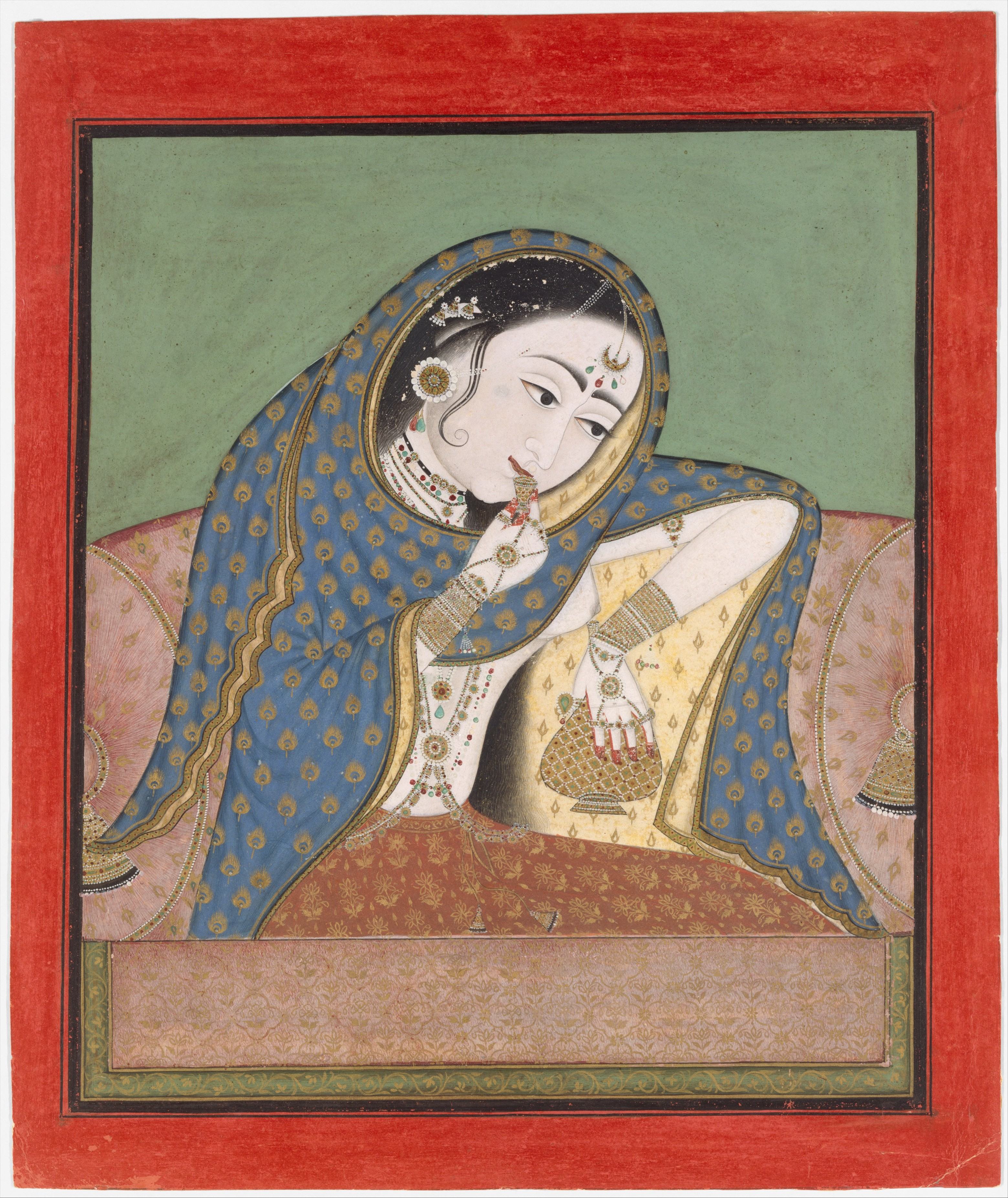
Меланхоличная куртизанка из дворца княжества Кота или княжества Бунди, 1610 год

В 1631 году княжество Кота отделилось от государства Бунди. Между 18 июня 1707 года и 8 сентября 1713 года оно вновь ненадолго воссоединилось с Бунди. 26 декабря 1817 года государство Кота стало британским протекторатом, которому англичане даровали наследственный салют из 17 пушек.
Средний доход княжества Кота в 1901 году составлял 3 100 000 рупий.

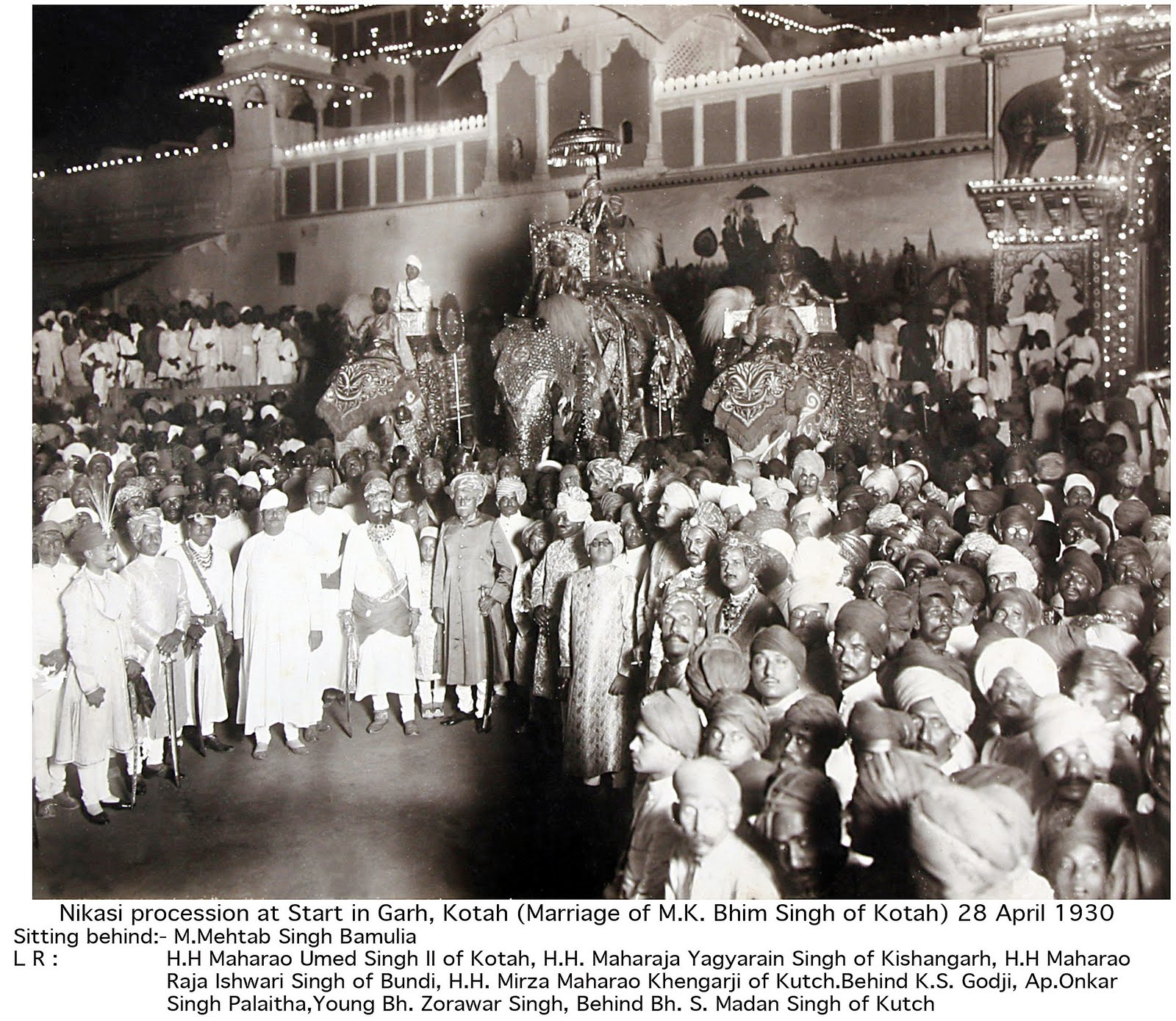
Свадьба Махараджи Бхима Сингха II

## Правители
Правители Кота происходили из линии Хада раджпутского клана Чаухан и носили титул Махарао.
- апрель 1696 — 18 июня 1707: Рам Сингх I (? — 18 июня 1707)
- 18 июня 1707 — 8 сентября 1713: княжество Коти входило в состав соседнего княжества Бунди
- 8 сентября 1713 — 19 июня 1720: Бхим Сингх I (1682 — 19 июня 1720), сын Рамы Сингха I
- 19 июня 1720 — октябрь 1723: Арджун Сингх (? — октябрь 1723), старший сын предыдущего
- октябрь 1723 — 1 августа 1756: Дурджан Сал (? — 1 августа 1756), младший брат предыдущего, третий сын Бхима Сингха I
- 1756 — март 1757: Аджит Сингх (до 1676 — март 1757), приёмный сын предыдущего
- март 1757 — 17 декабря 1764: Чхатар Сал Сингх I (до 1718 — 17 декабря 1764), старший сын предыдущего
- 17 декабря 1764 — 17 января 1771: Гуман Сингх (до 1724 — 17 января 1771), младший брат предыдущего
- 17 января 1771 — 19 ноября 1819: Умед Сингх I (1761 — 19 ноября 1819), старший сын предыдущего
- 19 ноября 1819 — 20 июля 1828: Кишор Сингх II (ок. 1781 — 20 июля 1828), старший сын предыдущего
- 20 июля 1828 — 27 марта 1866: Рам Сингх II (1808 — 27 марта 1866), племянник предыдущего
- 27 марта 1866 — 11 июня 1889: Чхатар Сал Сингх II (1837 — 11 июня 1889), единственный сын предыдущего
- 11 июня 1889 — 27 декабря 1940: Умед Сингх II (15 сентября 1873 — 27 декабря 1940), приёмный сын предыдущего. С 23 мая 1900 года — сэр Умед Сингх II
- 27 декабря 1940 — 18 апреля 1948: Бхим Сингх II (14 сентября 1909 — 20 июля 1991), единственный сын Умеда Сингха II.

## Титульные махарао
18 апреля 1948 года махарао Коты объединил свое государство с Индийским союзом, и княжество, таким образом, прекратило свое независимое существование. Махарао утратил свои правящие полномочия, но продолжал владеть определёнными титулами и привилегиями вплоть до 1971 года, когда все было изъято. Тем не менее, махарао остается главой бывшей королевской семьи и важной культурной фигурой в Коте. Ниже перечислены не правящие Махарао:
- 18 апреля 1948 — 21 июня 1991: Бхим Сингх II (14 сентября 1909 — 20 июля 1991), последний правящий махарао Коты В 1940—1948 годах.
- 21 июня 1991 — настоящее время: Бриджрадж Сингх (род. 21 февраля 1934), единственный сын предыдущего.

Очевидным наследником является Иджьярадж Сингх (род. 9 февраля 1965), единственный сын Махарао Бриджраджа Сингха от второго брака.